# 梁延
梁延，字玄孟。安定乌氏县（今宁夏固原）人，汉朝政治人物。

## 生平
为河西之贤士，加之出身名门望族，在汉平帝年间，经凉州刺史举贤，被任命为安定郡郡司马。西汉末年，由于王莽篡政，天下大乱，朝代频繁更迭，王莽、刘玄、刘秀陆续登场，梁延仍然保护安定郡一方安宁。